# María Rosa Gallo
María Rosa Gallo (1921–2004) là một nữ diễn viên người Argentina.

## Sự nghiệp
Sinh ra từ một người cha Calabria và người mẹ Tây Ban Nha vào ngày 20 tháng 12 năm 1921, Gallo học tại Conservatorio Nacional de Música y Arte Dramático (Nhạc viện Quốc gia và Nghệ thuật biểu diễn) nơi bà học dưới sự giảng dạy của Antonio Cunill Cabanellas. Bà tốt nghiệp năm 1943 với một huy chương vàng và có vai diễn ra mắt cùng năm trong El Carnaval del Diablo của Eva Franco ("The Carnival of the Devil").
Năm 1947, sau cuộc bầu cử Juan Perón, Gallo rời Argentina đến Chile và cuối cùng là Italia. Tại Roma, bà học tại Học viện Nghệ thuật Sân khấu Silvio D'Amico với đạo diễn Silvio D'Amico, đạo diễn và Orazio Costa. Sau khi tốt nghiệp vào năm 1952, bà diễn xuất trong Dialogues of the Carmelites tại nhà hát Piccolo Della Città Di Roma và đóng vai chính tại nhà hát Piccolo Teatro di Milano buổi ra mắt thế giới của bộ phim Processo a Gesù của Diego Fabbri ("The Trial of Jesus").
Trở về Argentina năm 1958, bà biểu diễn trong nhiều vở kịch thành công bao gồm The Dog in the Manger, với Alfredo Alcón và Osvaldo Bonet, và Les Troyens, nhận giải thưởng phê bình từ National Endowment for the Arts. Các màn trình diễn truyền hình bao gồm Romeo y Julieta, Perla Negra ("The Black Pearl") (cả hai đều nhận được hai giải thưởng Martin Fierro riêng biệt), và gần đây hơn, 22 El Loco cùng với Adrián Suar, nơi cô đóng vai bà ngoại của nhân vật chính. Các khoản tín dụng phim của bà bao gồm The Hand in the Trap, người chiến thắng giải FIPRESCI tại Liên hoan phim Cannes năm 1961.
Bà đã được vinh danh tại giải thưởng Sao Biển (Premios Estrella de Mar), đã nhận Giải thưởng Kim cương Konex vào năm 1991, và được trao Giải thưởng Vàng ACE tại Giải thưởng ACE năm 1995 cho buổi biểu diễn của bà trong Three High Women.

## Ảnh hưởng

### Kịch
- 1943: El carnaval del diablo, bởi Juan Oscar Ponferrada.
- 1946: Fascinación, bởi M. Winter. Premio de la Crítica and Revista Talía.
- 1946: Todos los hijos de Dios tienen alas, bởi Eugene O'Neill. Teatro Odeón.
- 1946: El mercader de Venecia, bởi W. Shakespeare. Teatro Nacional Cervantes.
- 1949: La sonrisa de la Gioconda, bởi A. Huxley. Dir. Orestes Caviglia. Teatro Splendid.
- 1950: Prontuario, Teatro Astral and Teatro Municipal de Chile.
- 1952: Dialogues of the Carmelites [es], bởi Georges Bernanos. Dir. Orazio Costa. Compañía Piccolo Teatro Della Città Di Roma. Italy.
- 1954: Proceso a Gesù, Dir. Orazio Costa. Compañía del Piccolo Teatro Di Milano. Tour around Italy.
- 1955: Il pianto della Madonna, bởi Iacopone Da Todi. Adap. Silvio D´amico. Outdoor theater in Taormina and Firenze.
- 1956: La vida de Cristo, Dir. O. Costa. Teatro Verde of the Island of San Gregorio, Venezia. Italy.
- 1958: El perro del hortelano, bởi Lope de Vega. Dir. Osvaldo Bonet.
- 1958: Recordando con ira, bởi J. Osborne.
- 1959: El farsante más grande del mundo, bởi J. M. Synge. Dir. Osvaldo Bonet.
- 1960: Orfeo desciende, bởi Tennessee Williams. Dir. Osvaldo Bonet.
- 1960: Liliom, de Molnar. Dir. Osvaldo Bonet.
- 1963: Tungasuka, bởi Bernardo Canal Feijo. Dir. Francisco Petrone.
- 1963: Rashomon, Teatro San Telmo. (American version of a Japanese legend).
- 1964: Amoretta, bởi Osvaldo Dragún.
- 1965: Una mujer por encomienda, bởi Osvaldo Dragún.
- 1968: El amasijo, bởi Osvaldo Dragún.
- 1972/73 y 1977: Las troyanas, bởi Euripides, Adap. Sartre. Dir. Osvaldo Bonet. Choirmaster: José Antonio Gallo. Teatro Municipal General San Martín.
- 1973/74/75: Amor y locura, độc thoại của những tác phẩm vĩ đại trong văn học. Tham quan Argentina, Paraguay và Uruguay.
- 1976: La Gallo y yo, bởi Carlos Gorostiza. Dir. José A. Gallo. Teatro de la Casa de Castagnino.
- 1976: Los rústicos, bởi Carlos Goldoni. Dir. Rodolfo Graziano. Teatro Municipal Gral. San Martín.
- 1977 y 1982: La casa de Bernarda Alba, bởi Federico García Lorca. Dir. Alejandra Boero. Tour around URSS bởi Teatro Municipal Gral. San Martín.
- 1978 y 1983: De nuevo aquí, monologue. Tour in Argentina and Paraguay.
- 1978: El amor, bởi Gregorich. Dir. Kive Staif. Teatro Municipal Gral. San Martín.
- 1978: La libertad, bởi Gregorich. Dir. Osvaldo Bonnet. Teatro Municipal Gral. San Martín.
- 1979: El sombrero de paja de Italia, bởi Nabiche and Michele. Dir. Rodolfo Graziano. Teatro Nacional Cervantes.
- 1980: Doña Rosita la soltera, bởi Federico García Lorca. Dir. Osvaldo Cattone. Teatro Marsano de Lima, Peru.
- 1980/81: El conventillo de la Paloma, bởi Alberto Vaccarezza. Teatro Nacional Cervantes. Mar del Plata.
- 1982: Fedra, bởi Racine, translated bởi Manuel Mujica Láinez. Teatro Nacional Cervantes.
- 1984: Adiós, mamá, Teatro Ateneo.
- 1985: Sólo cuando me río, bởi Neil Simon. Teatro Regina.
- 1987: Sábato, doménica e lunedí, bởi Eduardo De Filippo. Dir. Cecilio Madanes. Teatro Blanca Podestá.
- 1987: Jugando, with several texts. Teatro Presidente Alvear.
- 1989: Duse, Teatro Municipal Gral. San Martín.
- 1990: Querido Tennessee, Dir. Oscar Barney Finn. Teatro Regina.
- 1991: Confesiones de una sirvienta, Teatro San Martín. Dir. Emilio Alfaro.
- 1994/95: Tres mujeres altas, Dir. Inda Ledesma.
- 1996: El comedor.
- 1998: El jardín de los cerezos, Dir. Agustín Alezzo.
- 1999: Diciendo a Homero.
- 2001: Supongamos bởi Alicia Muñoz. Dir. Agustín Alezzo.
- 2001: El cerco de Leningrado, bởi Sanchis Sinisterra. Dir. Osvaldo Bonet.
- 2002: Las extras, bởi Pepe Cibrián Campoy. Dir. Pepe Cibrián Campoy.
- 2003: Guernica, un llamado a la memoria, voice-over. Dir. María Marta Jiménez, Alejandra Condomí, Germán Suárez.

### Phim
- 1945: Éramos seis.
- 1946: Albergue de mujeres.
- 1949: Diez segundos, vai Elisa.
- 1950: La barca sin pescador.
- 1950: La muerte está mintiendo, vai Marta Ferrari.
- 1956: Después del silencio, vai Laura.
- 1960: Tire dié (phim có độ dài trung bình).
- 1961: La mano en la trampa.
- 1962: El terrorista.
- 1962: La cifra impar.
- 1962: El perseguidor.
- 1964: Canuto Cañete y los 40 ladrones, vai «la espiritista».
- 1968: Turismo de carretera.
- 1972: Nino.
- 1973: La malavida, vai Taiva.
- 1974: La Mary, as doña Consuelo.
- 1974: Los gauchos judíos, vai Brane.
- 1975: Más allá del sol.
- 1975: Una mujer.
- 1975: El grito de Celina, vai Juliana.
- 1982: La casa de las siete tumbas, vai Azucena.
- 1982: Volver, vai Laura.
- 1986: Juegos diabólicos.
- 1987: Con la misma bronca (chưa xong).
- 1988: El acompañamiento.
- 1996: El mundo contra mí.
- 2001: La rosa azul (chưa được xuất bản).

### Phim truyền hình
- 1957: La fierecilla domada, bởi William Shakespeare. Dir. Raúl Rossi, trong Canal 7.
- 1957: Juan del Sur (nhà hát truyền hình).
- 1958: El vals, de Neville. Dir. Raúl Rossi. Canal 7.
- 1959: Historia de jóvenes (nhà hát truyền hình).
- 1960: Dos en la ciudad (nhà hát truyền hình).
- 1962: María, yo, ustedes... (nhà hát truyền hình).
- 1966: Mi querido Luis (nhà hát truyền hình).
- 1966: Romeo y Julieta (phim truyền hình).
- 1971: Alta comedia, Canal 9.
- 1971: Nino, las cosas simples de la vida
- 1977: El Grupo de los Seis (unitario).
- 1977: Teatro Argentino (unitario).
- 1978: Pueblo Pueblo, de Carlos Lozano Dana. Canal 11.
- 1979: Profesión: ama de casa, bởi Delia González Márquez. Canal 9.
- 1980: El solitario, miniserie with texts bởi Guy de Maupassant. Dir. Fernando Heredia. Canal 7.
- 1980: Living room, with Graham Greene. Canal 9.
- 1982: Las brujas (unitario).
- 1982: Mujeres (unitario).
- 1983: Usted y nosotros (unitario).
- 1984/85: Situación límite, Dir. Alejandro Doria.
- 1984/85: De madres e hijas, cycle unitarios với con gái, nữ diễn viên Alejandra Da Passano.
- 1985: Libertad condicionada, nhà hát truyền hình.
- 1986: Soñar sin límites, unitarios.
- 1986: Muchacho de Luna, tribute to Federico García Lorca. Dir. Oscar Barney Finn. Được trao ở Biarritz.
- 1987: Homenaje a Tennessee Williams, Dir. Oscar Barney Finn.
- 1988: Mi nombre es Coraje, telenovela.
- 1989: La extraña dama, telenovela, Canal 9.
- 1991: Manuela, telenovela, trong Canal 13.
- 1992: Soy Gina, telenovela.
- 1995: Perla negra, Telefé.
- 1995: Alta comedia, Canal 9.
- 1995: Zíngara, Telefé.
- 1996: Teatro argentino, «Segundo tiempo».
- 1998: Casa natal, Canal 2.
- 1999: Teatro argentino, «Las de Barranco», ATC.
- 1999/2000: Cabecita, Telefé.
- 2001: 22 (el loco), Canal 13.
- 2002: Kachorra, Telefé.
- 2004: La niñera, Telefé.